# Chamaedorea ernesti-augusti
Chamaedorea ernesti-augusti H.Wendl. è una pianta appartenente alla famiglia delle Arecacee (sottofamiglia Arecoideae, tribù Chamaedoreeae).

## Descrizione
È una palma a fusto unico, eretto, alto circa 2 m., con foglie singole con lamina ampiamente cuneato-obovata, profondamente bifida all'apice. In natura fiorisce da novembre ad aprile con un'infiorescenza interfoliare. Il frutto è di forma ovoidale, nero.

## Distribuzione e habitat
Cresce in Messico meridionale, Guatemala, Belize e Honduras.